# Тур WTA 1999
Тур WTA 1999 був 29-м сезоном від моменту заснування Жіночої тенісної асоціації (WTA). Він розпочався 2 січня і завершився 22 листопада 1999 року, складався з 58 турнірів. 

## Графік
Нижче наведено повний розклад турнірів туру WTA 1999.
| Grand Slam events      |
| Year-end championships |
| WTA Tier I турніри     |
| WTA Tier II турніри    |
| WTA Tier III турніри   |
| WTA Tier IV турніри    |
| Team events            |

### Січень
| Тиждень           | Турнір | Чемпіонки                                                  | Фіналістки                        | Півфіналісти                                               | Чвертьфіналісти                                                 |
| ----------------- | --- | ---------------------------------------------------------- | --------------------------------- | ---------------------------------------------------------- | --------------------------------------------------------------- |
| 2 січня           | Кубок Гопмана Перт, Австралія ITF Mixed Teams Championships A$1,000,000 – Тверде (i) – 9 teams (RR)                                                                         | Австралія 2–1                                              | Швеція                            | Програли в круговому турнірі (група A) ПАР Франція Іспанія | Програли в круговому турнірі (група B) США Швейцарія Словаччина |
| 2 січня           | Thalgo Australian Women's Hardcourts Голд-Кост, Австралія Tier III event $180,000 – Тверде – 32S/32Q/16D Одиночний розряд – Парний розряд                                   | Патті Шнідер 4–6, 7–6(7–5), 6–2                            | Марі П'єрс                        | Іріна Спирля Суґіяма Ай                                    | Наталі Деші Анке Губер Брі Ріппнер Магі Серна                   |
| 2 січня           | Thalgo Australian Women's Hardcourts Голд-Кост, Австралія Tier III event $180,000 – Тверде – 32S/32Q/16D Одиночний розряд – Парний розряд                                   | Коріна Мораріу Лариса Савченко-Нейланд 6–3, 6–3            | Крістін Кунс Іріна Спирля         | Іріна Спирля Суґіяма Ай                                    | Наталі Деші Анке Губер Брі Ріппнер Магі Серна                   |
| 2 січня           | ASB Classic Окленд (Нова Зеландія), Нова Зеландія Tier IV event $112,500 – Тверде – 32S/32Q/16D Одиночний розряд – Парний розряд                                            | Жулі Алар-Декюжі 6–4, 6–1                                  | Домінік Монамі                    | Барбара Шетт Сільвія Фаріна-Елія                           | Крістіна Бранді Ліза Реймонд Марія Санчес Лоренсо Чанда Рубін   |
| 2 січня           | ASB Classic Окленд (Нова Зеландія), Нова Зеландія Tier IV event $112,500 – Тверде – 32S/32Q/16D Одиночний розряд – Парний розряд                                            | Сільвія Фаріна-Елія Барбара Шетт 6–2, 7–6(7–2)             | Седа Норландер Марлен Вайнгартнер | Барбара Шетт Сільвія Фаріна-Елія                           | Крістіна Бранді Ліза Реймонд Марія Санчес Лоренсо Чанда Рубін   |
| 11 січня          | Sydney International Сідней, Австралія Tier II event $420,000 – Тверде – 28S/32Q/16D Одиночний розряд – Парний розряд                                                       | Ліндсі Девенпорт 6–4, 6–3                                  | Мартіна Хінгіс                    | Штеффі Граф Барбара Шетт                                   | Патті Шнідер Вінус Вільямс Аранча Санчес Вікаріо Домінік Монамі |
| 11 січня          | Sydney International Сідней, Австралія Tier II event $420,000 – Тверде – 28S/32Q/16D Одиночний розряд – Парний розряд                                                       | Олена Лиховцева Суґіяма Ай 6–3, 2–6, 6–0                   | Мері Джо Фернандес Анке Губер     | Штеффі Граф Барбара Шетт                                   | Патті Шнідер Вінус Вільямс Аранча Санчес Вікаріо Домінік Монамі |
| 11 січня          | ANZ Tasmanian International Гобарт, Австралія Tier IV event $112,500 – Тверде – 32S/32Q/16D Одиночний розряд – Парний розряд                                                | Чанда Рубін 6–2, 6–3                                       | Ріта Гранде                       | Жулі Алар-Декюжі Емі Фрейзер                               | Кара Блек Сара Пітковскі Вірхінія Руано Паскуаль Наталі Деші    |
| 11 січня          | ANZ Tasmanian International Гобарт, Австралія Tier IV event $112,500 – Тверде – 32S/32Q/16D Одиночний розряд – Парний розряд                                                | Маріан де Свардт Олена Татаркова 6–1, 6–2                  | Алексія Дешом-Баллере Емілі Луа   | Жулі Алар-Декюжі Емі Фрейзер                               | Кара Блек Сара Пітковскі Вірхінія Руано Паскуаль Наталі Деші    |
| 18 січня 25 січня | Відкритий чемпіонат Австралії з тенісу 1999 Мельбурн, Австралія Grand Slam $3,124,386 – Тверде – 128S/96Q/64D/32X Одиночний розряд – Парний розряд – Змішаний парний розряд | Мартіна Хінгіс 6–2, 6–3                                    | Амелі Моресмо                     | Ліндсі Девенпорт Моніка Селеш                              | Вінус Вільямс Домінік Монамі Штеффі Граф Марі П'єрс             |
| 18 січня 25 січня | Відкритий чемпіонат Австралії з тенісу 1999 Мельбурн, Австралія Grand Slam $3,124,386 – Тверде – 128S/96Q/64D/32X Одиночний розряд – Парний розряд – Змішаний парний розряд | Мартіна Хінгіс Анна Курникова 7–5, 6–3                     | Ліндсі Девенпорт Наташа Звєрєва   | Ліндсі Девенпорт Моніка Селеш                              | Вінус Вільямс Домінік Монамі Штеффі Граф Марі П'єрс             |
| 18 січня 25 січня | Відкритий чемпіонат Австралії з тенісу 1999 Мельбурн, Австралія Grand Slam $3,124,386 – Тверде – 128S/96Q/64D/32X Одиночний розряд – Парний розряд – Змішаний парний розряд | Девід Адамс (тенісист) Маріан де Свардт 6–4, 4–6, 7–6(7–5) | Максим Мирний Серена Вільямс      | Ліндсі Девенпорт Моніка Селеш                              | Вінус Вільямс Домінік Монамі Штеффі Граф Марі П'єрс             |

### Лютий
| Тиждень   | Турнір | Чемпіонки                                      | Фіналістки                    | Півфіналісти                         | Чвертьфіналісти                                                |
| --------- | --- | ---------------------------------------------- | ----------------------------- | ------------------------------------ | -------------------------------------------------------------- |
| 1 лютого  | Toray Pan Pacific Open Токіо, Японія Tier I event $1,050,000 – Килим (i) – 28S/32Q/16D Одиночний розряд – Парний розряд                            | Мартіна Хінгіс 6–2, 6–1                        | Аманда Кетцер                 | Моніка Селеш Яна Новотна             | Ліндсі Девенпорт Анна Курникова Наташа Звєрєва Штеффі Граф     |
| 1 лютого  | Toray Pan Pacific Open Токіо, Японія Tier I event $1,050,000 – Килим (i) – 28S/32Q/16D Одиночний розряд – Парний розряд                            | Ліндсі Девенпорт Наташа Звєрєва 6–2, 6–3       | Мартіна Хінгіс Яна Новотна    | Моніка Селеш Яна Новотна             | Ліндсі Девенпорт Анна Курникова Наташа Звєрєва Штеффі Граф     |
| 8 лютого  | Nokia Cup Простейов, Чехія Tier IV event $112,500 – Килим (i) – 32S/32Q/16D Одиночний розряд – Парний розряд                                       | Генрієта Надьова 7–6(7–2), 6–4                 | Сільвія Фаріна-Елія           | Алексія Дешом-Баллере Аманда Гопманс | Амелі Кокто Наталі Деші Ленка Немечкова Юлія Абе               |
| 8 лютого  | Nokia Cup Простейов, Чехія Tier IV event $112,500 – Килим (i) – 32S/32Q/16D Одиночний розряд – Парний розряд                                       | Александра Фусаї Наталі Тозья 3–6, 6–2, 6–1    | Квета Пешке Гелена Вілдова    | Алексія Дешом-Баллере Аманда Гопманс | Амелі Кокто Наталі Деші Ленка Немечкова Юлія Абе               |
| 15 лютого | Faber Grand Prix Ганновер, Німеччина Tier II event $450,000 – Тверде (i) – 28S/32Q/16D Одиночний розряд – Парний розряд                            | Яна Новотна 6–4, 6–4                           | Вінус Вільямс                 | Олена Лиховцева Штеффі Граф          | Сандрін Тестю Міріам Ореманс Барбара Шетт Барбара Ріттнер      |
| 15 лютого | Faber Grand Prix Ганновер, Німеччина Tier II event $450,000 – Тверде (i) – 28S/32Q/16D Одиночний розряд – Парний розряд                            | Серена Вільямс Вінус Вільямс 5–7, 6–2, 6–2     | Александра Фусаї Наталі Тозья | Олена Лиховцева Штеффі Граф          | Сандрін Тестю Міріам Ореманс Барбара Шетт Барбара Ріттнер      |
| 15 лютого | Copa Colsanitas Богота, Колумбія Tier IV event $142,500 – Ґрунт – 32S/32Q/16D Одиночний розряд – Парний розряд                                     | Фабіола Сулуага 6–1, 6–3                       | Хрістіна Пападакі             | Меган Шонессі Паола Суарес           | Лі Фан (тенісистка) Ларісса Шерер Ванесса Менга Татьяна Гарбін |
| 15 лютого | Copa Colsanitas Богота, Колумбія Tier IV event $142,500 – Ґрунт – 32S/32Q/16D Одиночний розряд – Парний розряд                                     | Седа Норландер Хрістіна Пападакі 6–4, 7–6(7–5) | Лаура Монтальво Паола Суарес  | Меган Шонессі Паола Суарес           | Лі Фан (тенісистка) Ларісса Шерер Ванесса Менга Татьяна Гарбін |
| 22 лютого | Open Gaz de France Париж, Франція Tier II event $520,000 – Тверде (i) – 28S/32Q/16D Одиночний розряд – Парний розряд                               | Серена Вільямс 6–2, 3–6, 7–6(7–4)              | Амелі Моресмо                 | Домінік Монамі Наталі Деші           | Мартіна Хінгіс Олена Лиховцева Амелі Кокто Жулі Алар-Декюжі    |
| 22 лютого | Open Gaz de France Париж, Франція Tier II event $520,000 – Тверде (i) – 28S/32Q/16D Одиночний розряд – Парний розряд                               | Іріна Спирля Кароліна Віс 7–5, 3–6, 6–3        | Олена Лиховцева Суґіяма Ай    | Домінік Монамі Наталі Деші           | Мартіна Хінгіс Олена Лиховцева Амелі Кокто Жулі Алар-Декюжі    |
| 22 лютого | IGA Superthrift Classic Оклахома-Сіті, Сполучені Штати Америки Tier III event $180,000 – Тверде (i) – 30S/32Q/16D Одиночний розряд – Парний розряд | Вінус Вільямс 6–4, 6–0                         | Аманда Кетцер                 | Лілія Остерло Анна Курникова         | Александра Стівенсон Джейн Чі Кара Блек Чанда Рубін            |
| 22 лютого | IGA Superthrift Classic Оклахома-Сіті, Сполучені Штати Америки Tier III event $180,000 – Тверде (i) – 30S/32Q/16D Одиночний розряд – Парний розряд | Ліза Реймонд Ренне Стаббс 6–3, 6–4             | Аманда Кетцер Джессіка Стек   | Лілія Остерло Анна Курникова         | Александра Стівенсон Джейн Чі Кара Блек Чанда Рубін            |

### Березень
| Тиждень               | Турнір | Чемпіонки                                     | Фіналістки                      | Півфіналісти               | Чвертьфіналісти                                              |
| --------------------- | --- | --------------------------------------------- | ------------------------------- | -------------------------- | ------------------------------------------------------------ |
| 1 березня 8 березня   | Evert Cup Індіан-Веллс (Каліфорнія), Сполучені Штати Америки Tier I event $1,400,000 – Тверде – 56S/32Q/28D Одиночний розряд – Парний розряд                            | Серена Вільямс 6–3, 3–6, 7–5                  | Штеффі Граф                     | Чанда Рубін Сандрін Тестю  | Мартіна Хінгіс Яна Новотна Генрієта Надьова Марі П'єрс       |
| 1 березня 8 березня   | Evert Cup Індіан-Веллс (Каліфорнія), Сполучені Штати Америки Tier I event $1,400,000 – Тверде – 56S/32Q/28D Одиночний розряд – Парний розряд                            | Мартіна Хінгіс Анна Курникова 6–2, 6–2        | Мері Джо Фернандес Яна Новотна  | Чанда Рубін Сандрін Тестю  | Мартіна Хінгіс Яна Новотна Генрієта Надьова Марі П'єрс       |
| 15 березня 22 березня | Lipton Championships Маямі, Сполучені Штати Америки Tier I event $2,075,000 – Тверде – 96S/64Q/48D Одиночний розряд – Парний розряд                                     | Вінус Вільямс 6–1, 4–6, 6–4                   | Серена Вільямс                  | Мартіна Хінгіс Штеффі Граф | Барбара Шетт Аманда Кетцер Яна Новотна Ліндсі Девенпорт      |
| 15 березня 22 березня | Lipton Championships Маямі, Сполучені Штати Америки Tier I event $2,075,000 – Тверде – 96S/64Q/48D Одиночний розряд – Парний розряд                                     | Мартіна Хінгіс Яна Новотна 0–6, 6–4, 7–6(7–1) | Мері Джо Фернандес Моніка Селеш | Мартіна Хінгіс Штеффі Граф | Барбара Шетт Аманда Кетцер Яна Новотна Ліндсі Девенпорт      |
| 29 березня            | Family Circle Cup Гілтон-Гед-Айленд (Південна Кароліна), Сполучені Штати Америки Tier I event $1,050,000 – Ґрунт (Green) – 56S/32Q/28D Одиночний розряд – Парний розряд | Мартіна Хінгіс 6–4, 6–3                       | Анна Курникова                  | Яна Новотна Патті Шнідер   | Наташа Звєрєва Генрієта Надьова Андреа Гласс Олена Лиховцева |
| 29 березня            | Family Circle Cup Гілтон-Гед-Айленд (Південна Кароліна), Сполучені Штати Америки Tier I event $1,050,000 – Ґрунт (Green) – 56S/32Q/28D Одиночний розряд – Парний розряд | Олена Лиховцева Яна Новотна 6–1, 6–4          | Барбара Шетт Патті Шнідер       | Яна Новотна Патті Шнідер   | Наташа Звєрєва Генрієта Надьова Андреа Гласс Олена Лиховцева |

### Квітень
| Тиждень   | Турнір | Чемпіонки                                                                                       | Фіналістки                                                        | Півфіналісти                             | Чвертьфіналісти                                                            |
| --------- | --- | ----------------------------------------------------------------------------------------------- | ----------------------------------------------------------------- | ---------------------------------------- | -------------------------------------------------------------------------- |
| 5 квітня  | Bausch & Lomb Championships Амелія (острів), Сполучені Штати Америки Tier II event $520,000 – Ґрунт (Green) – 56S/32Q/28D Одиночний розряд – Парний розряд | Моніка Селеш 6–2, 6–3                                                                           | Руксандра Драгомір                                                | Анна Курникова Кончіта Мартінес          | Патті Шнідер Фабіола Сулуага Марі П'єрс Аманда Кетцер                      |
| 5 квітня  | Bausch & Lomb Championships Амелія (острів), Сполучені Штати Америки Tier II event $520,000 – Ґрунт (Green) – 56S/32Q/28D Одиночний розряд – Парний розряд | Кончіта Мартінес Патрісія Тарабіні 7–5, 0–6, 6–4                                                | Ліза Реймонд Ренне Стаббс                                         | Анна Курникова Кончіта Мартінес          | Патті Шнідер Фабіола Сулуага Марі П'єрс Аманда Кетцер                      |
| 5 квітня  | Estoril Open Ештуріл, Португалія Tier IV event $142,500 – Ґрунт – 32S/32Q/16D Одиночний розряд – Парний розряд                                             | Катарина Среботнік 6–3, 6–1                                                                     | Ріта Куті-Кіш                                                     | Маріана Діас-Оліва Любомира Бачева       | Анка Барна Анна Кремер Сільвія Талая Крістіна Торренс-Валеро               |
| 5 квітня  | Estoril Open Ештуріл, Португалія Tier IV event $142,500 – Ґрунт – 32S/32Q/16D Одиночний розряд – Парний розряд                                             | Алісія Ортуньйо Крістіна Торренс-Валеро 7–6(7–4), 3–6, 6–3                                      | Анна Фелденьї Ріта Куті-Кіш                                       | Маріана Діас-Оліва Любомира Бачева       | Анка Барна Анна Кремер Сільвія Талая Крістіна Торренс-Валеро               |
| 12 квітня | Japan Open Токіо, Японія Tier III event $180,000 – Тверде – 32S/32Q/16D Одиночний розряд – Парний розряд                                                   | Емі Фрейзер 6–2, 6–2                                                                            | Суґіяма Ай                                                        | Джейн Чі Коріна Мораріу                  | Джанет Лі Сандра Клейнова Ван Ші-тін Мейлен Ту                             |
| 12 квітня | Japan Open Токіо, Японія Tier III event $180,000 – Тверде – 32S/32Q/16D Одиночний розряд – Парний розряд                                                   | Коріна Мораріу Кімберлі По 6–3, 6–2                                                             | Кетрін Берклей Керрі-Енн Г'юз                                     | Джейн Чі Коріна Мораріу                  | Джанет Лі Сандра Клейнова Ван Ші-тін Мейлен Ту                             |
| 12 квітня | Fed Cup: Чвертьфінали Реджо-Калабрія, Італія – Килим (i) Ралі (Північна Кароліна), США – Ґрунт Москва, Росія – Килим (i) Цюрих, Швейцарія – Килим (i)      | Перемога в чвертьфіналі · Італія 3–2 · Сполучені Штати Америки 5–0 · Росія 3–2 · Словаччина 5–0 | Поразка в чвертьфіналі · Іспанія · Хорватія · Франція · Швейцарія |                                          |                                                                            |
| 19 квітня | Dreamland Egypt Classic Каїр, Єгипет Tier III event $180,000 – Тверде – 30S/32Q/16D Одиночний розряд – Парний розряд                                       | Аранча Санчес Вікаріо 6–1, 6–0                                                                  | Іріна Спирля                                                      | Еммануель Гальярді Морін Дрейк           | Єлена Докич Лоранс Куртуа Патті Шнідер Марі П'єрс                          |
| 19 квітня | Dreamland Egypt Classic Каїр, Єгипет Tier III event $180,000 – Тверде – 30S/32Q/16D Одиночний розряд – Парний розряд                                       | Лоранс Куртуа Аранча Санчес Вікаріо 5–7, 6–1, 7–6(7–3)                                          | Іріна Спирля Кароліна Віс                                         | Еммануель Гальярді Морін Дрейк           | Єлена Докич Лоранс Куртуа Патті Шнідер Марі П'єрс                          |
| 19 квітня | Westel 900 Budapest Open Будапешт, Угорщина Tier IV event $142,500 – Ґрунт – 32S/32Q/16D Одиночний розряд – Парний розряд                                  | Сара Пітковскі 6–2, 6–2                                                                         | Крістіна Торренс-Валеро                                           | Деніса Хладкова Ріта Куті-Кіш            | Ева Мартінцова Аманда Гопманс Ленка Немечкова Євгенія Куликовська          |
| 19 квітня | Westel 900 Budapest Open Будапешт, Угорщина Tier IV event $142,500 – Ґрунт – 32S/32Q/16D Одиночний розряд – Парний розряд                                  | Євгенія Куликовська Сандра Начук 6–3, 6–4                                                       | Лаура Монтальво Вірхінія Руано Паскуаль                           | Деніса Хладкова Ріта Куті-Кіш            | Ева Мартінцова Аманда Гопманс Ленка Немечкова Євгенія Куликовська          |
| 26 квітня | Betty Barclay Cup Гамбург, Німеччина Tier II event $520,000 – Ґрунт – 28S/32Q/16D Одиночний розряд – Парний розряд                                         | Вінус Вільямс 6–0, 6–3                                                                          | Марі П'єрс                                                        | Барбара Шетт Аранча Санчес Вікаріо       | Яна Новотна Кончіта Мартінес Сільвія Фаріна-Елія Аманда Кетцер             |
| 26 квітня | Betty Barclay Cup Гамбург, Німеччина Tier II event $520,000 – Ґрунт – 28S/32Q/16D Одиночний розряд – Парний розряд                                         | Аранча Санчес Вікаріо Лариса Савченко-Нейланд 6–2, 6–1                                          | Аманда Кетцер Яна Новотна                                         | Барбара Шетт Аранча Санчес Вікаріо       | Яна Новотна Кончіта Мартінес Сільвія Фаріна-Елія Аманда Кетцер             |
| 26 квітня | Croatian Bol Ladies Open Bol, Хорватія Tier IV event $142,500 – Ґрунт – 32S/32Q/16D Одиночний розряд – Парний розряд                                       | Коріна Мораріу 6–2, 6–0                                                                         | Жулі Алар-Декюжі                                                  | Сара Пітковскі Кончіта Мартінес Гранадос | Крістіна Торренс-Валеро Сандра Клейнова Адріана Герші Єлена Костанич-Тошич |
| 26 квітня | Croatian Bol Ladies Open Bol, Хорватія Tier IV event $142,500 – Ґрунт – 32S/32Q/16D Одиночний розряд – Парний розряд                                       | Єлена Костанич-Тошич Міхаела Паштікова 7–5, 6–7(1–7), 6–2                                       | Меган Шонессі Андрея Ванк                                         | Сара Пітковскі Кончіта Мартінес Гранадос | Крістіна Торренс-Валеро Сандра Клейнова Адріана Герші Єлена Костанич-Тошич |

### Травень
| Тиждень             | Турнір | Чемпіонки                                          | Фіналістки                              | Півфіналісти                             | Чвертьфіналісти                                                             |
| ------------------- | --- | -------------------------------------------------- | --------------------------------------- | ---------------------------------------- | --------------------------------------------------------------------------- |
| 3 травня            | Italian Open Рим, Італія Tier I event $1,050,000 – Ґрунт – 56S/32Q/28D Одиночний розряд – Парний розряд                                                             | Вінус Вільямс 6–4, 6–2                             | Марі П'єрс                              | Мартіна Хінгіс Амелі Моресмо             | Серена Вільямс Домінік Монамі Сандрін Тестю Сільвія Плішке                  |
| 3 травня            | Italian Open Рим, Італія Tier I event $1,050,000 – Ґрунт – 56S/32Q/28D Одиночний розряд – Парний розряд                                                             | Мартіна Хінгіс Анна Курникова 6–2, 6–2             | Александра Фусаї Наталі Тозья           | Мартіна Хінгіс Амелі Моресмо             | Серена Вільямс Домінік Монамі Сандрін Тестю Сільвія Плішке                  |
| 3 травня            | Warsaw Cup by Heros Варшава, Польща Tier IV event $112,500 – Ґрунт – 32S/32Q/16D Одиночний розряд – Парний розряд                                                   | Крістіна Торренс-Валеро 7–5, 7–6(7–3)              | Інес Горрочатегі                        | Сільвія Талая Тіна Писник                | Ольга Барабанщикова Амелі Кокто Генрієта Надьова Єлена Докич                |
| 3 травня            | Warsaw Cup by Heros Варшава, Польща Tier IV event $112,500 – Ґрунт – 32S/32Q/16D Одиночний розряд – Парний розряд                                                   | Кетеліна Крістя Ірина Селютіна 6–1, 6–2            | Амелі Кокто Жанетта Гусарова            | Сільвія Талая Тіна Писник                | Ольга Барабанщикова Амелі Кокто Генрієта Надьова Єлена Докич                |
| 10 травня           | German Open Берлін, Німеччина Tier I event $1,050,000 – Ґрунт – 56S/32Q/28D Одиночний розряд – Парний розряд                                                        | Мартіна Хінгіс 6–0, 6–1                            | Жулі Алар-Декюжі                        | Аранча Санчес Вікаріо Руксандра Драгомір | Барбара Шетт Серена Вільямс Штеффі Граф Патті Шнідер                        |
| 10 травня           | German Open Берлін, Німеччина Tier I event $1,050,000 – Ґрунт – 56S/32Q/28D Одиночний розряд – Парний розряд                                                        | Александра Фусаї Наталі Тозья 6–3, 7–5             | Яна Новотна Патрісія Тарабіні           | Аранча Санчес Вікаріо Руксандра Драгомір | Барбара Шетт Серена Вільямс Штеффі Граф Патті Шнідер                        |
| 10 травня           | Belgian Open Антверпен, Бельгія Tier IV event $112,500 – Ґрунт – 32S/32Q/16D Одиночний розряд – Парний розряд                                                       | Жустін Енен 6–1, 6–2                               | Сара Пітковскі                          | Ельс Калленс Крісті Богерт               | Кім Клейстерс Оса Свенссон Ольга Барабанщикова Сабін Аппельманс             |
| 10 травня           | Belgian Open Антверпен, Бельгія Tier IV event $112,500 – Ґрунт – 32S/32Q/16D Одиночний розряд – Парний розряд                                                       | Лаура Голарса Катарина Среботнік 6–4, 6–2          | Луїс Флемінг Меган Шонессі              | Ельс Калленс Крісті Богерт               | Кім Клейстерс Оса Свенссон Ольга Барабанщикова Сабін Аппельманс             |
| 17 травня           | Internationaux de Strasbourg Страсбург, Франція Tier III event $190,000 – Ґрунт – 30S/32Q/16D Одиночний розряд – Парний розряд                                      | Дженніфер Капріаті 6–1, 6–3                        | Олена Лиховцева                         | Деніса Хладкова Мері Джо Фернандес       | Наталі Тозья Суґіяма Ай Наталі Деші Коріна Мораріу                          |
| 17 травня           | Internationaux de Strasbourg Страсбург, Франція Tier III event $190,000 – Ґрунт – 30S/32Q/16D Одиночний розряд – Парний розряд                                      | Олена Лиховцева Суґіяма Ай 2–6, 7–6(8–6), 6–1      | Александра Фусаї Наталі Тозья           | Деніса Хладкова Мері Джо Фернандес       | Наталі Тозья Суґіяма Ай Наталі Деші Коріна Мораріу                          |
| 17 травня           | Madrid Open Мадрид, Іспанія Tier III event $180,000 – Ґрунт – 32S/32Q/16D Одиночний розряд – Парний розряд                                                          | Ліндсі Девенпорт 6–1, 6–3                          | Паола Суарес                            | Емі Фрейзер Чанда Рубін                  | Анна Смашнова Сільвія Фаріна-Елія Еммануель Гальярді Магі Серна             |
| 17 травня           | Madrid Open Мадрид, Іспанія Tier III event $180,000 – Ґрунт – 32S/32Q/16D Одиночний розряд – Парний розряд                                                          | Вірхінія Руано Паскуаль Паола Суарес 6–2, 0–6, 6–0 | Марія Фернанда Ланда Марлен Вайнгартнер | Емі Фрейзер Чанда Рубін                  | Анна Смашнова Сільвія Фаріна-Елія Еммануель Гальярді Магі Серна             |
| 24 травня 31 травня | Відкритий чемпіонат Франції з тенісу 1999 Париж, Франція Grand Slam $4,407,123 – Ґрунт – 128S/96Q/64D/32X Одиночний розряд – Парний розряд – Змішаний парний розряд | Штеффі Граф 4–6, 7–5, 6–2                          | Мартіна Хінгіс                          | Аранча Санчес Вікаріо Моніка Селеш       | Барбара Шварц (тенісистка) Сільвія Плішке Кончіта Мартінес Ліндсі Девенпорт |
| 24 травня 31 травня | Відкритий чемпіонат Франції з тенісу 1999 Париж, Франція Grand Slam $4,407,123 – Ґрунт – 128S/96Q/64D/32X Одиночний розряд – Парний розряд – Змішаний парний розряд | Серена Вільямс Вінус Вільямс 6–3, 6–7(2–7), 8–6    | Мартіна Хінгіс Анна Курникова           | Аранча Санчес Вікаріо Моніка Селеш       | Барбара Шварц (тенісистка) Сільвія Плішке Кончіта Мартінес Ліндсі Девенпорт |
| 24 травня 31 травня | Відкритий чемпіонат Франції з тенісу 1999 Париж, Франція Grand Slam $4,407,123 – Ґрунт – 128S/96Q/64D/32X Одиночний розряд – Парний розряд – Змішаний парний розряд | Піт Норвал Катарина Среботнік 6–3, 3–6, 6–3        | Рік Ліч Лариса Савченко-Нейланд         | Аранча Санчес Вікаріо Моніка Селеш       | Барбара Шварц (тенісистка) Сільвія Плішке Кончіта Мартінес Ліндсі Девенпорт |

### Червень
| Тиждень             | Турнір | Чемпіонки                                         | Фіналістки                        | Півфіналісти                              | Чвертьфіналісти                                                    |
| ------------------- | --- | ------------------------------------------------- | --------------------------------- | ----------------------------------------- | ------------------------------------------------------------------ |
| 7 червня            | DFS Classic Бірмінгем, England Tier III event $180,000 – Трава – 48S/32Q/28D Одиночний розряд – Парний розряд                                                   | Жулі Алар-Декюжі 6–2, 3–6, 6–4                    | Наталі Тозья                      | Магі Серна Кара Блек                      | Ніколь Арендт Александра Стівенсон Наташа Звєрєва Інес Горрочатегі |
| 7 червня            | DFS Classic Бірмінгем, England Tier III event $180,000 – Трава – 48S/32Q/28D Одиночний розряд – Парний розряд                                                   | Коріна Мораріу Лариса Савченко-Нейланд 6–4, 6–4   | Александра Фусаї Інес Горрочатегі | Магі Серна Кара Блек                      | Ніколь Арендт Александра Стівенсон Наташа Звєрєва Інес Горрочатегі |
| 7 червня            | Tashkent Open Ташкент, Узбекистан Tier IV event $112,500 – Тверде – 32S/32Q/16D Одиночний розряд – Парний розряд                                                | Анна Смашнова 6–3, 6–3                            | Лоранс Куртуа                     | Анжеліка Бахманн Тіна Писник              | Татьяна Гарбін Олена Макарова Ралука Санду Олена Дементьєва        |
| 7 червня            | Tashkent Open Ташкент, Узбекистан Tier IV event $112,500 – Тверде – 32S/32Q/16D Одиночний розряд – Парний розряд                                                | Євгенія Куликовська Патріція Вартуш 7–6(7–3), 6–0 | Eva Bes-Ostáriz Хісела Рієра      | Анжеліка Бахманн Тіна Писник              | Татьяна Гарбін Олена Макарова Ралука Санду Олена Дементьєва        |
| 14 червня           | Direct Line Int'l Championships Істборн, England Tier II event $520,000 – Трава – 28S/32Q/16D Одиночний розряд – Парний розряд                                  | Наташа Звєрєва 0–6, 7–5, 6–3                      | Наталі Тозья                      | Аманда Кетцер Анна Курникова              | Анна Кремер Маріан де Свардт Олена Лиховцева Наталі Деші           |
| 14 червня           | Direct Line Int'l Championships Істборн, England Tier II event $520,000 – Трава – 28S/32Q/16D Одиночний розряд – Парний розряд                                  | Мартіна Хінгіс Анна Курникова 6–4 retired         | Яна Новотна Наташа Звєрєва        | Аманда Кетцер Анна Курникова              | Анна Кремер Маріан де Свардт Олена Лиховцева Наталі Деші           |
| 14 червня           | Heineken Trophy Гертогенбос, Нідерландські Антильські острови Tier III event $180,000 – Трава – 30S/32Q/16D Одиночний розряд – Парний розряд                    | Крістіна Бранді 6–0, 3–6, 6–1                     | Сільвія Талая                     | Міріам Ореманс Магдалена Малеєва          | Еммануель Гальярді Крісті Богерт Лоранс Куртуа Домінік Монамі      |
| 14 червня           | Heineken Trophy Гертогенбос, Нідерландські Антильські острови Tier III event $180,000 – Трава – 30S/32Q/16D Одиночний розряд – Парний розряд                    | Сільвія Фаріна-Елія Ріта Гранде 7–5, 7–6(7–2)     | Кара Блек Крісті Богерт           | Міріам Ореманс Магдалена Малеєва          | Еммануель Гальярді Крісті Богерт Лоранс Куртуа Домінік Монамі      |
| 21 червня 28 червня | Вімблдонський турнір 1999 Вімблдон (Лондон), England Grand Slam $4,732,303 – Трава – 128S/96Q/64D/32X Одиночний розряд – Парний розряд – Змішаний парний розряд | Ліндсі Девенпорт 6–4, 7–5                         | Штеффі Граф                       | Александра Стівенсон Мір'яна Лучич-Бароні | Єлена Докич Яна Новотна Наталі Тозья Вінус Вільямс                 |
| 21 червня 28 червня | Вімблдонський турнір 1999 Вімблдон (Лондон), England Grand Slam $4,732,303 – Трава – 128S/96Q/64D/32X Одиночний розряд – Парний розряд – Змішаний парний розряд | Ліндсі Девенпорт Коріна Мораріу 6–4, 6–4          | Маріан де Свардт Олена Татаркова  | Александра Стівенсон Мір'яна Лучич-Бароні | Єлена Докич Яна Новотна Наталі Тозья Вінус Вільямс                 |
| 21 червня 28 червня | Вімблдонський турнір 1999 Вімблдон (Лондон), England Grand Slam $4,732,303 – Трава – 128S/96Q/64D/32X Одиночний розряд – Парний розряд – Змішаний парний розряд | Леандер Паес Ліза Реймонд 6–4, 3–6, 6–3           | Йонас Бйоркман Анна Курникова     | Александра Стівенсон Мір'яна Лучич-Бароні | Єлена Докич Яна Новотна Наталі Тозья Вінус Вільямс                 |

### Липень
| Тиждень  | Турнір | Чемпіонки                                                      | Фіналістки                                | Півфіналісти                        | Чвертьфіналісти                                                               |
| -------- | --- | -------------------------------------------------------------- | ----------------------------------------- | ----------------------------------- | ----------------------------------------------------------------------------- |
| 5 липня  | Egger Tennis Festival Pörtschach, Австрія Tier IV event $112,500 – Ґрунт – 32S/32Q/16D Одиночний розряд – Парний розряд     | Каріна Габшудова 2–6, 6–4, 6–4                                 | Сільвія Талая                             | Генрієта Надьова Адріана Герші      | Анке Губер Еммануель Гальярді Анна Фелденьї Сільвія Фаріна-Елія               |
| 5 липня  | Egger Tennis Festival Pörtschach, Австрія Tier IV event $112,500 – Ґрунт – 32S/32Q/16D Одиночний розряд – Парний розряд     | Сільвія Фаріна-Елія Каріна Габшудова 6–4, 6–4                  | Ольга Лугіна Лаура Монтальво              | Генрієта Надьова Адріана Герші      | Анке Губер Еммануель Гальярді Анна Фелденьї Сільвія Фаріна-Елія               |
| 12 липня | Prokom Polish Open Сопот (Польща), Польща Tier III event $180,000 – Ґрунт – 30S/32Q/16D Одиночний розряд – Одиночний розряд | Кончіта Мартінес 6–1, 6–1                                      | Каріна Габшудова                          | Сільвія Талая Сандрін Тестю         | Марлен Вайнгартнер Крістіна Торренс-Валеро Гала Леон Гарсія Людмила Черванова |
| 12 липня | Prokom Polish Open Сопот (Польща), Польща Tier III event $180,000 – Ґрунт – 30S/32Q/16D Одиночний розряд – Одиночний розряд | Лаура Монтальво Паола Суарес 6–4, 6–3                          | Гала Леон Гарсія Марія Санчес Лоренсо     | Сільвія Талая Сандрін Тестю         | Марлен Вайнгартнер Крістіна Торренс-Валеро Гала Леон Гарсія Людмила Черванова |
| 12 липня | Torneo Internazionale Палермо, Італія Tier IV event $142,500 – Ґрунт – 32S/32Q/16D Одиночний розряд – Парний розряд         | Анастасія Мискіна 3–6, 7–6(7–3), 6–2                           | Анхелес Монтоліо                          | Олена Дементьєва Катарина Среботнік | Сара Пітковскі Ріта Куті-Кіш Джулія Казоні Лоранс Куртуа                      |
| 12 липня | Torneo Internazionale Палермо, Італія Tier IV event $142,500 – Ґрунт – 32S/32Q/16D Одиночний розряд – Парний розряд         | Тіна Кріжан Катарина Среботнік 4–6, 6–3, 6–0                   | Оса Свенссон Соня Джеясілан               | Олена Дементьєва Катарина Среботнік | Сара Пітковскі Ріта Куті-Кіш Джулія Казоні Лоранс Куртуа                      |
| 19 липня | Fed Cup: півфінал Анкона, Італія – Ґрунт Moscow, Росія – Ґрунт (i)                                                          | Перемога в півфіналі · Сполучені Штати Америки 4–1 · Росія 3–2 | Поразка в півфіналі · Італія · Словаччина |                                     |                                                                               |
| 26 липня | Bank of the West Classic Стенфорд, США Tier II event $520,000 – Тверде – 28S/32Q/16D Одиночний розряд – Парний розряд       | Ліндсі Девенпорт 7–6(7–1), 6–2                                 | Вінус Вільямс                             | Емі Фрейзер Аманда Кетцер           | Коріна Мораріу Анна Кремер Сандрін Тестю Анна Курникова                       |
| 26 липня | Bank of the West Classic Стенфорд, США Tier II event $520,000 – Тверде – 28S/32Q/16D Одиночний розряд – Парний розряд       | Ліндсі Девенпорт Коріна Мораріу 6–4, 6–4                       | Анна Курникова Олена Лиховцева            | Емі Фрейзер Аманда Кетцер           | Коріна Мораріу Анна Кремер Сандрін Тестю Анна Курникова                       |

### Серпень
| Тиждень             | Турнір | Чемпіонки                                                        | Фіналістки                                    | Півфіналісти                    | Чвертьфіналісти                                                      |
| ------------------- | --- | ---------------------------------------------------------------- | --------------------------------------------- | ------------------------------- | -------------------------------------------------------------------- |
| 2 серпня            | TIG Tennis Classic Сан-Дієго, США Tier II event $520,000 – Тверде – 28S/32Q/16D Одиночний розряд – Парний розряд                                                | Мартіна Хінгіс 6–4, 6–0                                          | Вінус Вільямс                                 | Ліндсі Девенпорт Аманда Кетцер  | Анке Губер Сандрін Тестю Емі Фрейзер Домінік Монамі                  |
| 2 серпня            | TIG Tennis Classic Сан-Дієго, США Tier II event $520,000 – Тверде – 28S/32Q/16D Одиночний розряд – Парний розряд                                                | Ліндсі Девенпорт Коріна Мораріу 6–4, 6–1                         | Серена Вільямс Вінус Вільямс                  | Ліндсі Девенпорт Аманда Кетцер  | Анке Губер Сандрін Тестю Емі Фрейзер Домінік Монамі                  |
| 2 серпня            | Sanex Trophy Knokke-Heist, Бельгія Tier IV event $112,500 – Ґрунт – 32S/32Q/16D Одиночний розряд – Парний розряд                                                | Марія Санчес Лоренсо 6–7(7–9), 6–4, 6–2                          | Деніса Хладкова                               | Барбара Ріттнер Сільвія Талая   | Сабін Аппельманс Марта Марреро Каріна Габшудова Маріам Рамон Клімент |
| 2 серпня            | Sanex Trophy Knokke-Heist, Бельгія Tier IV event $112,500 – Ґрунт – 32S/32Q/16D Одиночний розряд – Парний розряд                                                | Ева Мартінцова Елена Вагнер 3–6, 6–3, 6–3                        | Євгенія Куликовська Сандра Начук              | Барбара Ріттнер Сільвія Талая   | Сабін Аппельманс Марта Марреро Каріна Габшудова Маріам Рамон Клімент |
| 9 серпня            | Acura Classic Лос-Анджелес, США Tier II event $520,000 – Тверде – 28S/32Q/16D Одиночний розряд – Парний розряд                                                  | Серена Вільямс 6–1, 6–4                                          | Жулі Алар-Декюжі                              | Ліндсі Девенпорт Мартіна Хінгіс | Кончіта Мартінес Марі П'єрс Аранча Санчес Вікаріо Барбара Шетт       |
| 9 серпня            | Acura Classic Лос-Анджелес, США Tier II event $520,000 – Тверде – 28S/32Q/16D Одиночний розряд – Парний розряд                                                  | Аранча Санчес Вікаріо Лариса Савченко-Нейланд 6–2, 6–7(5–7), 6–0 | Ліза Реймонд Ренне Стаббс                     | Ліндсі Девенпорт Мартіна Хінгіс | Кончіта Мартінес Марі П'єрс Аранча Санчес Вікаріо Барбара Шетт       |
| 16 серпня           | du Maurier Open Торонто, Онтаріо, Канада Tier I event $1,050,000 – Тверде – 56S/32Q/28D Одиночний розряд – Парний розряд                                        | Мартіна Хінгіс 6–4, 6–4                                          | Моніка Селеш                                  | Марі П'єрс Анн-Гель Сідо        | Аранча Санчес Вікаріо Сандрін Тестю Аманда Кетцер Барбара Шетт       |
| 16 серпня           | du Maurier Open Торонто, Онтаріо, Канада Tier I event $1,050,000 – Тверде – 56S/32Q/28D Одиночний розряд – Парний розряд                                        | Яна Новотна Марі П'єрс 6–3, 2–6, 6–3                             | Аранча Санчес Вікаріо Лариса Савченко-Нейланд | Марі П'єрс Анн-Гель Сідо        | Аранча Санчес Вікаріо Сандрін Тестю Аманда Кетцер Барбара Шетт       |
| 23 серпня           | Pilot Pen Tennis Нью-Гейвен (Коннектикут), Сполучені Штати Америки Tier II event $520,000 – Тверде – 28S/32Q/16D Одиночний розряд – Парний розряд               | Вінус Вільямс 6–2, 7–5                                           | Ліндсі Девенпорт                              | Руксандра Драгомір Моніка Селеш | Амелі Моресмо Сандрін Тестю Аманда Кетцер Магі Серна                 |
| 23 серпня           | Pilot Pen Tennis Нью-Гейвен (Коннектикут), Сполучені Штати Америки Tier II event $520,000 – Тверде – 28S/32Q/16D Одиночний розряд – Парний розряд               | Ліза Реймонд Ренне Стаббс 7–6(7–1), 6–2                          | Олена Лиховцева Яна Новотна                   | Руксандра Драгомір Моніка Селеш | Амелі Моресмо Сандрін Тестю Аманда Кетцер Магі Серна                 |
| 30 серпня 6 вересня | Відкритий чемпіонат США з тенісу 1999 Нью-Йорк, США Grand Slam $6,235,000 – Тверде – 128S/96Q/64D/32X Одиночний розряд – Парний розряд – Змішаний парний розряд | Серена Вільямс 6–3, 7–6(7–4)                                     | Мартіна Хінгіс                                | Вінус Вільямс Ліндсі Девенпорт  | Анке Губер Барбара Шетт Моніка Селеш Марі П'єрс                      |
| 30 серпня 6 вересня | Відкритий чемпіонат США з тенісу 1999 Нью-Йорк, США Grand Slam $6,235,000 – Тверде – 128S/96Q/64D/32X Одиночний розряд – Парний розряд – Змішаний парний розряд | Серена Вільямс Вінус Вільямс 4–6, 6–1, 6–4                       | Чанда Рубін Сандрін Тестю                     | Вінус Вільямс Ліндсі Девенпорт  | Анке Губер Барбара Шетт Моніка Селеш Марі П'єрс                      |
| 30 серпня 6 вересня | Відкритий чемпіонат США з тенісу 1999 Нью-Йорк, США Grand Slam $6,235,000 – Тверде – 128S/96Q/64D/32X Одиночний розряд – Парний розряд – Змішаний парний розряд | Магеш Бгупаті Суґіяма Ай 6–4, 6–4                                | Доналд Джонсон Кімберлі По                    | Вінус Вільямс Ліндсі Девенпорт  | Анке Губер Барбара Шетт Моніка Селеш Марі П'єрс                      |

### Вересень
| Тиждень    | Турнір | Чемпіонки                                             | Фіналістки                     | Півфіналісти                       | Чвертьфіналісти                                               |
| ---------- | --- | ----------------------------------------------------- | ------------------------------ | ---------------------------------- | ------------------------------------------------------------- |
| 13 вересня | Фінал Кубка федерації Стенфорд, США – Тверде                                                                                            | Сполучені Штати Америки · 4–1                         | Росія                          |                                    |                                                               |
| 20 вересня | Toyota Princess Cup Токіо, Японія Tier II event $520,000 – Тверде – 28S/32Q/16D Одиночний розряд – Парний розряд                        | Ліндсі Девенпорт 7–5, 7–6(7–1)                        | Моніка Селеш                   | Емі Фрейзер Суґіяма Ай             | Амелі Моресмо Аманда Кетцер Жулі Алар-Декюжі Кончіта Мартінес |
| 20 вересня | Toyota Princess Cup Токіо, Японія Tier II event $520,000 – Тверде – 28S/32Q/16D Одиночний розряд – Парний розряд                        | Кончіта Мартінес Патрісія Тарабіні 6–7(7–9), 6–4, 6–2 | Аманда Кетцер Єлена Докич      | Емі Фрейзер Суґіяма Ай             | Амелі Моресмо Аманда Кетцер Жулі Алар-Декюжі Кончіта Мартінес |
| 20 вересня | SEAT Open Luxembourg Люксембург (місто), Люксембург Tier III event $180,000 – Тверде (i) – 30S/32Q/16D Одиночний розряд – Парний розряд | Кім Клейстерс 6–2, 6–2                                | Домінік Монамі                 | Сабін Аппельманс Ліна Красноруцька | Ельс Калленс Жустін Енен Сільвія Фаріна-Елія Тіна Писник      |
| 20 вересня | SEAT Open Luxembourg Люксембург (місто), Люксембург Tier III event $180,000 – Тверде (i) – 30S/32Q/16D Одиночний розряд – Парний розряд | Іріна Спирля Кароліна Віс 6–1, 6–2                    | Тіна Кріжан Катарина Среботнік | Сабін Аппельманс Ліна Красноруцька | Ельс Калленс Жустін Енен Сільвія Фаріна-Елія Тіна Писник      |
| 27 вересня | Кубок Великого шолома Мюнхен, Німеччина Exhibition event $2,450,000 – Тверде – 8S Кубок Великого шолома                                 | Серена Вільямс 6–1, 3–6, 6–3                          | Вінус Вільямс                  | Мартіна Хінгіс Ліндсі Девенпорт    | Амелі Моресмо Барбара Шетт Аранча Санчес Вікаріо Марі П'єрс   |

### Жовтень
| Тиждень   | Турнір | Чемпіонки                                       | Фіналістки                                    | Півфіналісти                             | Чвертьфіналісти                                                                  |
| --------- | --- | ----------------------------------------------- | --------------------------------------------- | ---------------------------------------- | -------------------------------------------------------------------------------- |
| 4 жовтня  | Porsche Tennis Grand Prix Фільдерштадт, Німеччина Tier II event $520,000 – Тверде (i) – 28S/32Q/16D Одиночний розряд – Парний розряд | Мартіна Хінгіс 6–4, 6–1                         | Марі П'єрс                                    | Сандрін Тестю Анке Губер                 | Наталі Деші Сабін Аппельманс Барбара Шетт Ліндсі Девенпорт                       |
| 4 жовтня  | Porsche Tennis Grand Prix Фільдерштадт, Німеччина Tier II event $520,000 – Тверде (i) – 28S/32Q/16D Одиночний розряд – Парний розряд | Чанда Рубін Сандрін Тестю 6–3, 6–4              | Аранча Санчес Вікаріо Лариса Савченко-Нейланд | Сандрін Тестю Анке Губер                 | Наталі Деші Сабін Аппельманс Барбара Шетт Ліндсі Девенпорт                       |
| 4 жовтня  | Brasil Open Сан-Паулу, Бразилія Tier IV event $142,500 – Ґрунт – 32S/32Q/16D Одиночний розряд – Парний розряд                        | Фабіола Сулуага 7–5, 4–6, 7–5                   | Патріція Вартуш                               | Гала Леон Гарсія Крістіна Торренс-Валеро | Хісела Рієра Ріта Куті-Кіш Антонелла Серра-Дзанетті Петра Мандула                |
| 4 жовтня  | Brasil Open Сан-Паулу, Бразилія Tier IV event $142,500 – Ґрунт – 32S/32Q/16D Одиночний розряд – Парний розряд                        | Лаура Монтальво Паола Суарес 6–7(7–9), 7–5, 7–5 | Жанетта Гусарова Флоренсія Лабат              | Гала Леон Гарсія Крістіна Торренс-Валеро | Хісела Рієра Ріта Куті-Кіш Антонелла Серра-Дзанетті Петра Мандула                |
| 11 жовтня | Swisscom Challenge Цюрих, Швейцарія Tier I event $1,050,000 – Тверде (i) – 28S/32Q/16D Одиночний розряд – Парний розряд              | Вінус Вільямс 6–3, 6–4                          | Мартіна Хінгіс                                | Наталі Тозья Марі П'єрс                  | Коріна Мораріу Аманда Кетцер Домінік Монамі Жулі Алар-Декюжі                     |
| 11 жовтня | Swisscom Challenge Цюрих, Швейцарія Tier I event $1,050,000 – Тверде (i) – 28S/32Q/16D Одиночний розряд – Парний розряд              | Ліза Реймонд Ренне Стаббс 6–2, 6–2              | Наталі Тозья Наташа Звєрєва                   | Наталі Тозья Марі П'єрс                  | Коріна Мораріу Аманда Кетцер Домінік Монамі Жулі Алар-Декюжі                     |
| 18 жовтня | Kremlin Cup Москва, Росія Tier I event $1,050,000 – Килим (i) – 28S/32Q/16D Одиночний розряд – Парний розряд                         | Наталі Тозья 2–6, 6–4, 6–1                      | Барбара Шетт                                  | Ліза Реймонд Домінік Монамі              | Суґіяма Ай Анке Губер Жулі Алар-Декюжі Сільвія Фаріна-Елія                       |
| 18 жовтня | Kremlin Cup Москва, Росія Tier I event $1,050,000 – Килим (i) – 28S/32Q/16D Одиночний розряд – Парний розряд                         | Ліза Реймонд Ренне Стаббс 6–1, 6–0              | Жулі Алар-Декюжі Анке Губер                   | Ліза Реймонд Домінік Монамі              | Суґіяма Ай Анке Губер Жулі Алар-Декюжі Сільвія Фаріна-Елія                       |
| 18 жовтня | Eurotel Slovak Open Братислава, Словаччина Tier IV event $112,500 – Тверде (i) – 32S/32Q/16D Одиночний розряд – Парний розряд        | Амелі Моресмо 6–3, 6–3                          | Кім Клейстерс                                 | Квета Пешке Наталі Деші                  | Барбара Шварц (тенісистка) Каріна Габшудова Сабін Аппельманс Ольга Барабанщикова |
| 18 жовтня | Eurotel Slovak Open Братислава, Словаччина Tier IV event $112,500 – Тверде (i) – 32S/32Q/16D Одиночний розряд – Парний розряд        | Кім Клейстерс Лоранс Куртуа 6–2, 3–6, 7–5       | Ольга Барабанщикова Лілія Остерло             | Квета Пешке Наталі Деші                  | Барбара Шварц (тенісистка) Каріна Габшудова Сабін Аппельманс Ольга Барабанщикова |
| 25 жовтня | Generali Ladies Linz Лінц, Австрія Tier II event $520,000 – Тверде (i) – 28S/32Q/16D Одиночний розряд – Парний розряд                | Марі П'єрс 7–6(7–2), 6–1                        | Сандрін Тестю                                 | Амелі Моресмо Сара Пітковскі             | Іріна Спирля Барбара Шварц (тенісистка) Наталі Тозья Деніса Хладкова             |
| 25 жовтня | Generali Ladies Linz Лінц, Австрія Tier II event $520,000 – Тверде (i) – 28S/32Q/16D Одиночний розряд – Парний розряд                | Іріна Спирля Кароліна Віс 6–4, 6–3              | Тіна Кріжан Лариса Савченко-Нейланд           | Амелі Моресмо Сара Пітковскі             | Іріна Спирля Барбара Шварц (тенісистка) Наталі Тозья Деніса Хладкова             |

### Листопад
| Тиждень      | Турнір | Чемпіонки                                      | Фіналістки                                    | Півфіналісти                  | Чвертьфіналісти                                                  |
| ------------ | --- | ---------------------------------------------- | --------------------------------------------- | ----------------------------- | ---------------------------------------------------------------- |
| 1 листопада  | Sparkassen Cup Int'l Лейпциг, Німеччина Tier II event $520,000 – Тверде (i) – 28S/32Q/16D Одиночний розряд – Парний розряд    | Наталі Тозья 6–1, 6–3                          | Квета Пешке                                   | Марі П'єрс Анке Губер         | Кончіта Мартінес Сабін Аппельманс Анн-Гель Сідо Анна Курникова   |
| 1 листопада  | Sparkassen Cup Int'l Лейпциг, Німеччина Tier II event $520,000 – Тверде (i) – 28S/32Q/16D Одиночний розряд – Парний розряд    | Марі П'єрс Лариса Савченко-Нейланд 6–4, 6–3    | Олена Лиховцева Суґіяма Ай                    | Марі П'єрс Анке Губер         | Кончіта Мартінес Сабін Аппельманс Анн-Гель Сідо Анна Курникова   |
| 1 листопада  | Bell Challenge Квебек (місто), Канада Tier III event $180,000 – Килим (i) – 30S/32Q/16D Одиночний розряд – Парний розряд      | Дженніфер Капріаті 4–6, 6–1, 6–2               | Чанда Рубін                                   | Тара Снайдер Емі Фрейзер      | Кара Блек Машона Вашінгтон Ліза Реймонд Жустін Енен              |
| 1 листопада  | Bell Challenge Квебек (місто), Канада Tier III event $180,000 – Килим (i) – 30S/32Q/16D Одиночний розряд – Парний розряд      | Емі Фрейзер Каті Шлукебір 6–2, 6–3             | Кара Блек Деббі Грем                          | Тара Снайдер Емі Фрейзер      | Кара Блек Машона Вашінгтон Ліза Реймонд Жустін Енен              |
| 8 листопада  | Advanta Championships Філадельфія, США Tier II event $520,000 – Тверде (i) – 28S/32Q/16D Одиночний розряд – Парний розряд     | Ліндсі Девенпорт 6–3, 6–4                      | Мартіна Хінгіс                                | Наталі Тозья Вінус Вільямс    | Емі Фрейзер Ліза Реймонд Сандрін Тестю Жулі Алар-Декюжі          |
| 8 листопада  | Advanta Championships Філадельфія, США Tier II event $520,000 – Тверде (i) – 28S/32Q/16D Одиночний розряд – Парний розряд     | Ліза Реймонд Ренне Стаббс 6–1, 7–6(7–2)        | Чанда Рубін Сандрін Тестю                     | Наталі Тозья Вінус Вільямс    | Емі Фрейзер Ліза Реймонд Сандрін Тестю Жулі Алар-Декюжі          |
| 8 листопада  | Wismilak International Куала-Лумпур, Малайзія Tier III event $180,000 – Тверде – 30S/32Q/16D Одиночний розряд – Парний розряд | Оса Свенссон 6–2, 6–4                          | Еріка Делоун                                  | Йоаннетта Крюгер Ріта Гранде  | Анастасія Мискіна Крістіна Бранді Амелі Кокто Тамарін Танасугарн |
| 8 листопада  | Wismilak International Куала-Лумпур, Малайзія Tier III event $180,000 – Тверде – 30S/32Q/16D Одиночний розряд – Парний розряд | Єлена Костанич-Тошич Тіна Писник 3–6, 6–2, 6–4 | Хіракі Ріка Йосіда Юка                        | Йоаннетта Крюгер Ріта Гранде  | Анастасія Мискіна Крістіна Бранді Амелі Кокто Тамарін Танасугарн |
| 15 листопада | WTA Tour Championships Нью-Йорк, США Year-end Championship $2,000,000 – Тверде – 16S/8D Одиночний розряд – Парний розряд      | Ліндсі Девенпорт 6–4, 6–2                      | Мартіна Хінгіс                                | Вінус Вільямс Наталі Тозья    | Марі П'єрс Барбара Шетт Домінік Монамі Анке Губер                |
| 15 листопада | WTA Tour Championships Нью-Йорк, США Year-end Championship $2,000,000 – Тверде – 16S/8D Одиночний розряд – Парний розряд      | Мартіна Хінгіс Анна Курникова 6–4, 6–4         | Аранча Санчес Вікаріо Лариса Савченко-Нейланд | Вінус Вільямс Наталі Тозья    | Марі П'єрс Барбара Шетт Домінік Монамі Анке Губер                |
| 15 листопада | Pattaya Women's Open Паттайя, Таїланд Tier IV event $112,500 – Тверде – 32S/32Q/16D Одиночний розряд – Парний розряд          | Магдалена Малеєва 4–6, 6–1, 6–2                | Анна Кремер                                   | Сільвія Талая Деніса Хладкова | Ніколь Пратт Оса Свенссон Йоаннетта Крюгер Ріта Гранде           |
| 15 листопада | Pattaya Women's Open Паттайя, Таїланд Tier IV event $112,500 – Тверде – 32S/32Q/16D Одиночний розряд – Парний розряд          | Емілі Луа Оса Свенссон 6–1, 6–4                | Євгенія Куликовська Патріція Вартуш           | Сільвія Талая Деніса Хладкова | Ніколь Пратт Оса Свенссон Йоаннетта Крюгер Ріта Гранде           |

## Рейтинги

### Одиночний розряд
Нижче наведено 25 перших гравчинь у рейтингу WTA.
| WTA Одиночний розряд | WTA Одиночний розряд        | WTA Одиночний розряд | WTA Одиночний розряд | WTA Одиночний розряд |
| #                    | Гравець                     | Points               | Change               |                      |
| -------------------- | --------------------------- | -------------------- | -------------------- | -------------------- |
| 1                    | Мартіна Хінгіс (SUI)        | 6,074                | ▲1                   |                      |
| 2                    | Ліндсі Девенпорт (USA)      | 4,841                | ▼1                   |                      |
| 3                    | Вінус Вільямс (USA)         | 4,378                | ▲2                   |                      |
| 4                    | Серена Вільямс (USA)        | 3,021                | ▲16                  |                      |
| 5                    | Марі П'єрс (FRA)            | 2,658                | ▲2                   |                      |
| 6                    | Моніка Селеш (USA)          | 2,310                | ▬                    |                      |
| 7                    | Наталі Тозья (FRA)          | 2,213                | ▲3                   |                      |
| 8                    | Барбара Шетт (AUT)          | 2,188                | ▲15                  |                      |
| 9                    | Жулі Алар-Декюжі (FRA)      | 1,977                | ▲13                  |                      |
| 10                   | Амелі Моресмо (FRA)         | 1,906                | ▲19                  |                      |
| 11                   | Аманда Кетцер (RSA)         | 1,846                | ▲6                   |                      |
| 12                   | Анна Курникова (RUS)        | 1,641                | ▲1                   |                      |
| 13                   | Сандрін Тестю (FRA)         | 1,635                | ▲1                   |                      |
| 14                   | Домінік Монамі (BEL)        | 1,621                | ▼2                   |                      |
| 15                   | Кончіта Мартінес (ESP)      | 1,564                | ▼7                   |                      |
| 16                   | Анке Губер (GER)            | 1,548                | ▲5                   |                      |
| 17                   | Аранча Санчес Вікаріо (ESP) | 1,435                | ▼13                  |                      |
| 18                   | Олена Лиховцева (RUS)       | 1,393                | ▲8                   |                      |
| 19                   | Емі Фрейзер (USA)           | 1,299                | ▲23                  |                      |
| 20                   | Руксандра Драгомір (ROU)    | 1,291                | ▲18                  |                      |
| 21                   | Патті Шнідер (SUI)          | 1,189                | ▼10                  |                      |
| 22                   | Чанда Рубін (USA)           | 1,188                | ▲12                  |                      |
| 23                   | Дженніфер Капріаті (USA)    | 1,140                | ▲78                  |                      |
| 24                   | Суґіяма Ай (JPN)            | 1,122                | ▼6                   |                      |
| 25                   | Наталі Деші (FRA)           | 1,022                | ▲23                  |                      |

#### Номер 1 рейтингу
| Гравчиня               | Від           | До            |
| ---------------------- | ------------- | ------------- |
| Ліндсі Девенпорт (USA) | Кінець 1998   | 7 лютого 1999 |
| Мартіна Хінгіс (SUI)   | 8 лютого 1999 | 4 липня 1999  |
| Ліндсі Девенпорт (USA) | 5 липня 1999  | 8 серпня 1999 |
| Мартіна Хінгіс (SUI)   | 9 серпня 1999 | Кінець 1999   |

### Парний розряд
Нижче наведено двадцять перших гравчинь у парному рейтингу WTA.
| WTA Парний розряд | WTA Парний розряд             | WTA Парний розряд | WTA Парний розряд | WTA Парний розряд |
| #                 | Гравець                       | Points            | Change            |                   |
| ----------------- | ----------------------------- | ----------------- | ----------------- | ----------------- |
| 1                 | Анна Курникова (RUS)          | 3,119             | ▲9                |                   |
| 2                 | Мартіна Хінгіс (SUI)          | 3,106             | ▬                 |                   |
| 3                 | Лариса Савченко-Нейланд (LAT) | 2,997             | ▲8                |                   |
| 4                 | Ліндсі Девенпорт (USA)        | 2,959             | ▬                 |                   |
| 5                 | Ліза Реймонд (USA)            | 2,667             | ▬                 |                   |
| 6                 | Коріна Мораріу (USA)          | 2,522             | ▲33               |                   |
| 7                 | Ренне Стаббс (AUS)            | 2,522             | ▼2                |                   |
| 8                 | Олена Лиховцева (RUS)         | 2,359             | ▲1                |                   |
| 9                 | Аранча Санчес Вікаріо (ESP)   | 2,319             | ▲3                |                   |
| 10                | Вінус Вільямс (USA)           | 2,291             | ▲26               |                   |
| =                 | Серена Вільямс (USA)          | 2,291             | ▲26               |                   |
| 12                | Наташа Звєрєва (BLR)          | 2,251             | ▼11               |                   |
| 13                | Александра Фусаї (FRA)        | 2,128             | ▼5                |                   |
| 14                | Наталі Тозья (FRA)            | 2,059             | ▼7                |                   |
| 15                | Кароліна Віс (NED)            | 1,845             | ▬                 |                   |
| 16                | Суґіяма Ай (JPN)              | 1,802             | ▼3                |                   |
| 17                | Іріна Спирля (ROU)            | 1,762             | ▲16               |                   |
| 18                | Патрісія Тарабіні (ARG)       | 1,649             | ▼4                |                   |
| 19                | Олена Татаркова (UKR)         | 1,605             | ▲3                |                   |
| 20                | Марі П'єрс (FRA)              | 1,577             | ▲36               |                   |

#### Номер 1 рейтингу
| Гравчиня               | Від               | До                |
| ---------------------- | ----------------- | ----------------- |
| Наташа Звєрєва (BLR)   | Кінець 1998       | 16 травня 1999    |
| Яна Новотна (CZE)      | 17 травня 1999    | 6 червня 1999     |
| Мартіна Хінгіс (SUI)   | 7 червня 1999     | 4 липня 1999      |
| Наташа Звєрєва (BLR)   | 5 липня 1999      | 1 серпня 1999     |
| Мартіна Хінгіс (SUI)   | 2 серпня 1999     | 22 серпня 1999    |
| Ліндсі Девенпорт (USA) | 23 серпня 1999    | 21 листопада 1999 |
| Анна Курникова (RUS)   | 22 листопада 1999 | Кінець 1999       |